# 蜀卓氏
卓氏（?—?），战国末大商人。赵国人，以为冶铁业。前228年，秦国灭赵国时，卓氏被迁到蜀地的临邛（今四川省邛崃市），所以有号称蜀卓氏。他开始大规模从事冶铁业，兼营商业，获利甚巨，到汉朝时，有家僮千人。卓文君就是他的后代。

## 延伸阅读
```
[
在维基数据
编
辑
]
```

 《史記/卷129》，出自司馬遷《史記》